# Toilettes volantes

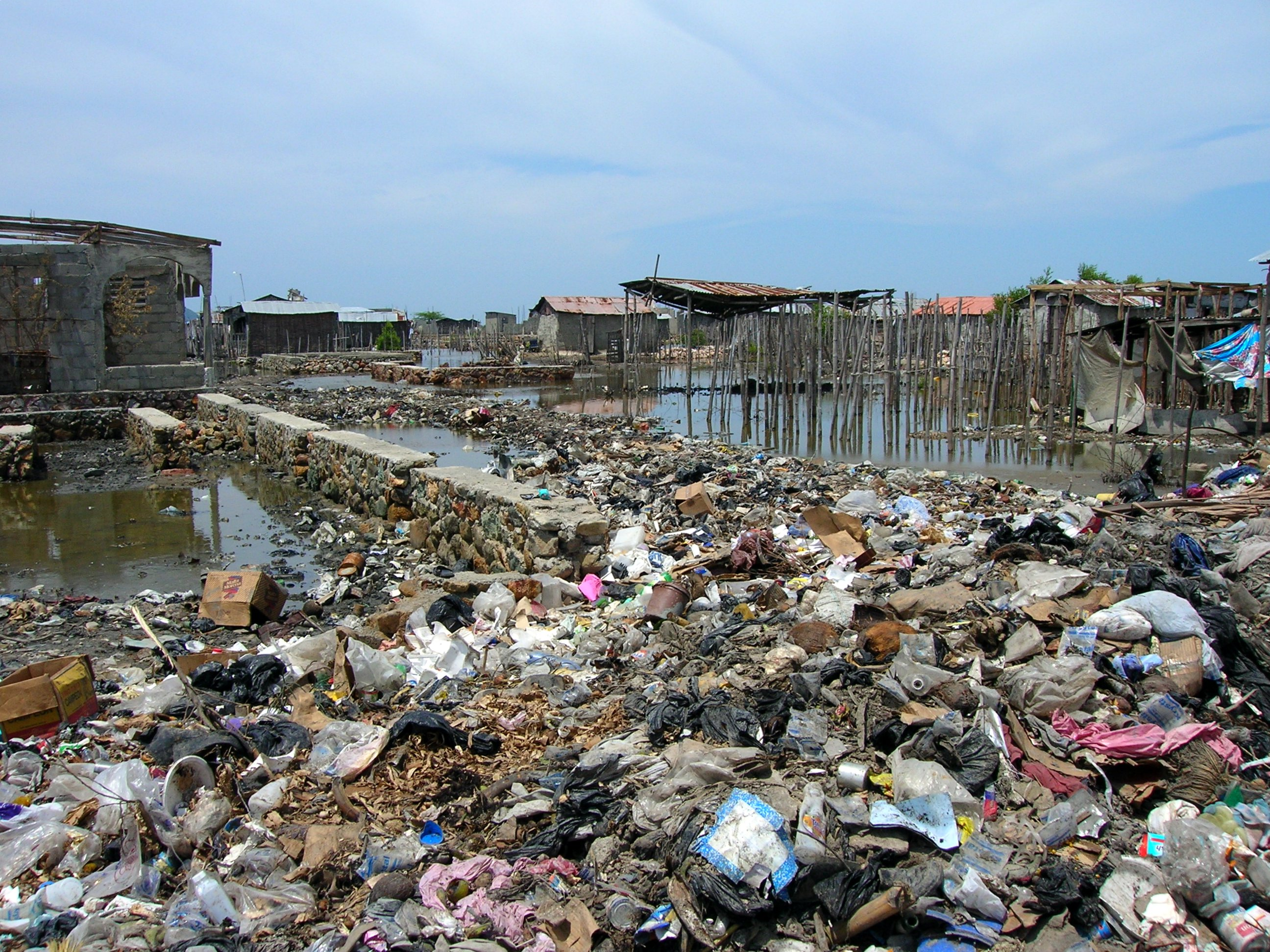
« Toilettes volantes » (sous forme de sachets plastiques noirs) sur une pile d'ordures, dans la banlieue de Cap-Haïtien.

Les toilettes volantes sont des sacs plastique utilisés pour y déféquer, et qui sont ensuite déposés dans les rues ou bien simplement jetés le plus loin possible.
Ce terme décrit un cas particulier de latrines propre aux zones pauvres des pays en développement et en particulier aux bidonvilles où l'assainissement collectif est inexistant ou défectueux et l'incinération individuelle des déchets est peu pratiquée. Dans ces endroits, l'absence d'assainissement de base ne permet pas aux habitants de disposer de toilettes ou de latrines acceptables.
Dans les zones urbaines très denses et pauvres, les endroits offrant de l'intimité peuvent être trop rares ; dans ce cas, les habitants utilisent fréquemment des sacs plastique pour faire leurs besoins. La pratique de l'incinération des déchets à l'air libre est largement répandue dans les zones dans lesquelles aucune gestion collective des déchets n'est organisée mais elle est peu pratiquée dans ces quartiers pauvres, faiblement sensibilisés aux questions d'hygiène. Les sacs sont alors déposés dans la rue ou dans un canal de drainage, ou envoyés la nuit le plus loin possible ; d'où le nom de «toilettes volantes».
Le terme semble avoir été utilisé en premier pour les favelas brésiliennes, mais est maintenant utilisé dans de nombreux bidonvilles.
Les conséquences sanitaires sont importantes : non seulement cette pratique ne permet pas d'évacuer les excréments de façon satisfaisante, mais elle peut en plus répandre les maladies encore plus rapidement. Les conséquences sont également esthétiques et olfactives, les sachets atterrissant régulièrement sur les toits où il est alors difficile de les enlever. La possibilité de recevoir un tel sachet sur la tête contribue aussi à un climat de peur et d'insécurité dans des endroits qui ne sont en général pas connus pour leur calme.
Le phénomène est particulièrement sensible dans le mégabidonville de Kibera à Nairobi, Kenya, où deux tiers des habitants utiliseraient cette méthode. Une campagne nommée « Stop Flying Toilets » y a ainsi été lancée, dans le but de construire des blocs de toilettes publiques.

## Sources
1. ↑  Dans les quartiers populaires de Cap-Haïtien, Haïti, une étude de 2005 a montré que 34 % des habitants utilisaient des sacs plastique comme moyen de défécation ; les autres allaient dans la nature ou à la rivière, et seuls 2 % utilisaient une latrine.
2. ↑  John Pickford, Low-cost Sanitation: a survey of practical experience, 1995, IT Publications.
3. ↑  Deepa Joshi, Joy Morgan et Ben Fawcett, Sanitation for the poor: whose choice, theirs or ours?, DFID report no KAR R8028, University of Southampton.
4. ↑  Rapport de l'UNDP cité par Richard Davies, Kibera: Home of the flying toilet, 9 novembre 2006 [lire en ligne].
5. ↑  David Maharaj Squalor everywhere, but still this is a neighborhood, Los Angeles Times, 16 juillet 2004 [lire en ligne].